# Salem (Massachusetts)
Die Stadt Salem [ˈseɪləm] im US-Bundesstaat Massachusetts liegt etwa 26 Kilometer nördlich von Boston an der Ostküste der Vereinigten Staaten. Das U.S. Census Bureau hat bei der Volkszählung 2020 eine Einwohnerzahl von 44.480 ermittelt.

## Geschichte
Salem wurde 1626 von einer Gruppe puritanischer Fischer um Roger Conant als erste beständige Siedlung an der Massachusetts Bay gegründet (siehe Dorchester Company). Der Ort war ursprünglich nach dem dort siedelnden Indianerstamm der Naumkeag benannt; eine Zeit lang konkurrierte diese Bezeichnung mit dem aus der Bibel stammenden Namen Salem, der sich im Lauf des 17. Jahrhunderts durchsetzte.
1683 waren 83 Prozent der Steuerzahler in Salem ohne kirchliche Bindung.
Bekannt wurde die Stadt auch durch die Hexenprozesse von Salem, die im Jahr 1692 stattfanden. Dies trug ihr den Beinamen The Witch City (deutsch: „Die Hexen-Stadt“) ein. In den Hexenprozessen von Salem trat der Pfarrer und Schriftsteller John Wise für die Angeklagten ein und griff damit die bis dahin gültige Rolle der Kirche in den britischen Kolonien an. In der Stadt erinnern zahlreiche Museen an diese Zeit. Durch Arthur Millers Theaterstück Hexenjagd von 1953 wurde Salem weltweit zum Begriff.

## Sehenswürdigkeiten

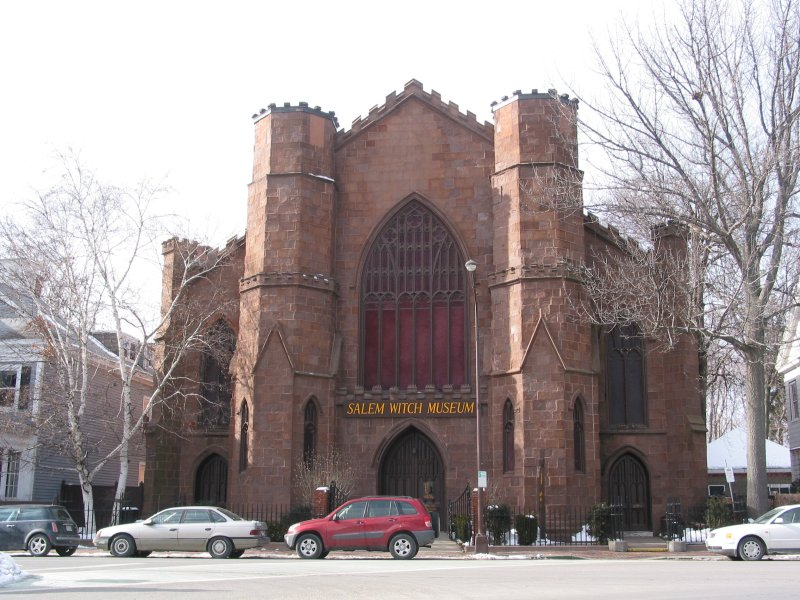
Das Hexenmuseum in Salem

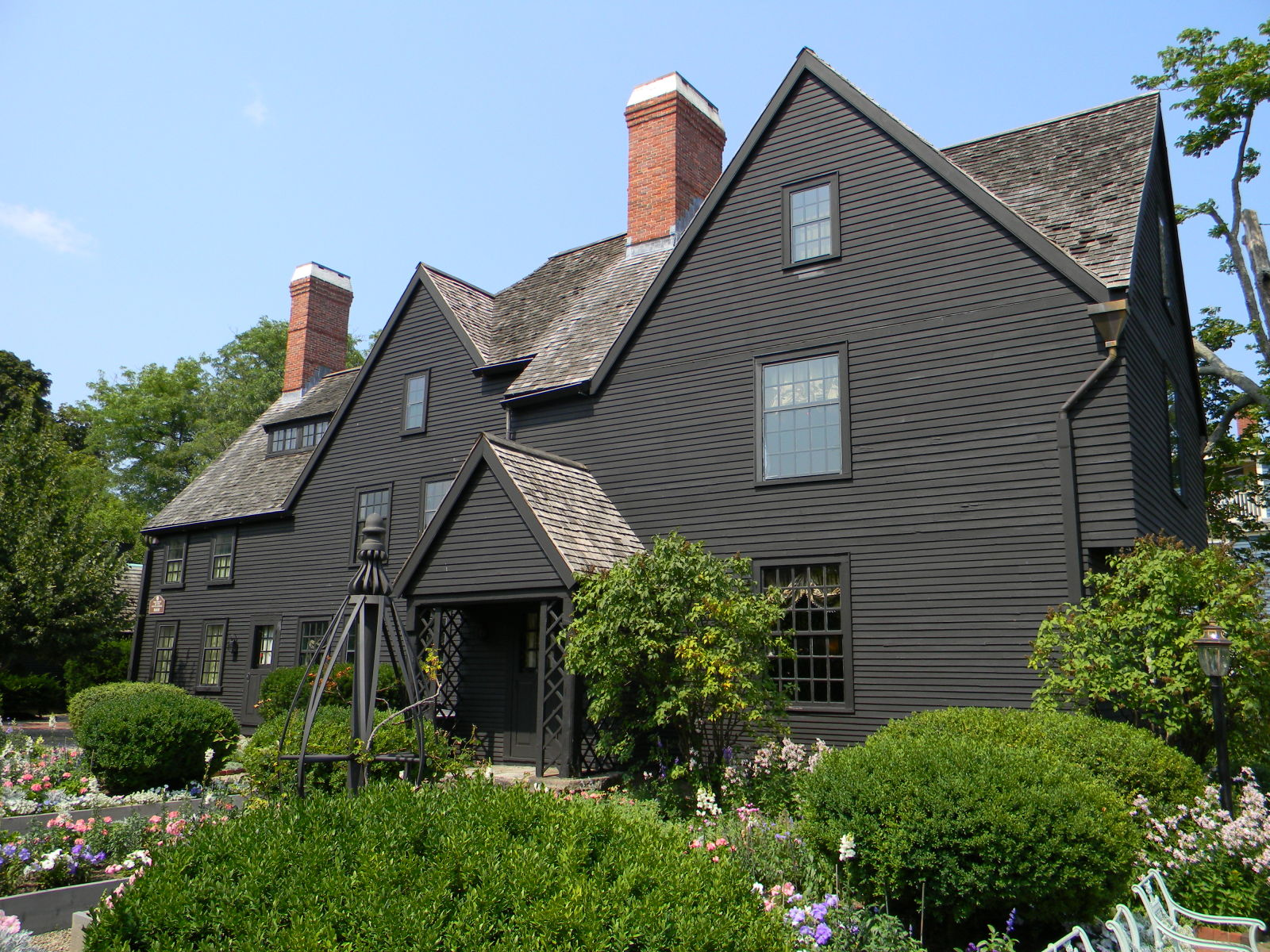
Haus der sieben Giebel

Salem ist wegen seiner Geschichte und der gut erhaltenen Architektur ein beliebtes Reiseziel. Neben dem Salemer Hexenmuseum sind auch die Haunted Happenings zu Halloween eine Attraktion. Rund eine Million internationale Gäste besuchen die Stadt jedes Jahr.
In Salem befindet sich das Peabody Essex Museum mit einer bedeutenden Kunstsammlung.
Ein weiteres beliebtes Touristenziel ist das Haus mit den sieben Giebeln (engl.: House of the Seven Gables) am Hafen von Salem. Das Haus wurde im Jahr 1668 von John Turner erbaut. Im 19. Jahrhundert bewohnte es Susannah Ingersoll, eine Cousine des Schriftstellers Nathaniel Hawthorne. Die Geschichte des Hauses, die Hawthorne während Besuchen bei seiner Cousine kennenlernte, diente ihm als Inspiration für seinen Roman Das Haus mit den sieben Giebeln, der dem Haus nachträglich seinen Namen gab. Heute ist das Haus ein Museum. Das Haus wurde 2007 zum National Historic Landmark ernannt.

## Söhne und Töchter der Stadt

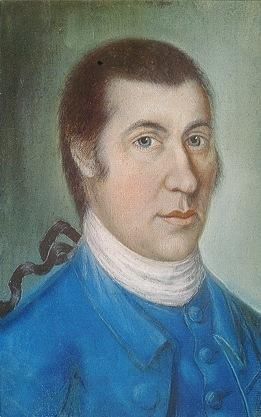
Samuel McIntire

- Frank Weston Benson (1862–1951), Maler
- Nathaniel Bowditch (1773–1838), Mathematiker, Astronom und Physiker
- Edward Bozek (1950–2022), Fechter
- Fidelia Bridges (1834–1923), Malerin
- Christopher John Cassidy (* 1970), NASA-Astronaut
- George Cabot (1752–1823), Politiker
- Charles Colin (1913–2000), Jazzmusiker, Autor und Musikpädagoge
- Maggie Connor (* 1963), Freestyle-Skierin
- Benjamin Williams Crowninshield (1772–1851), Marineminister der USA
- Maria Susanna Cummins (1827–1866), Schriftstellerin
- John Everett (* 1954), Ruderer
- Mike Flanagan (* 1978), Filmeditor, Regisseur, Produzent, Drehbuchautor
- Arthur Foote (1853–1937), Komponist
- Royal Harwood Frost (1879–1950), Astronom
- Benjamin Goodhue (1748–1814), Politiker
- Lisa Hammer (* 1967), Filmemacherin und Musikerin
- David G. Hartwell (1941–2016), Herausgeber von Science Fiction und Fantasy
- Nathaniel Hawthorne (1804–1864), Schriftsteller
- Benjamin Johnson Lang (1837–1909), Organist, Pianist, Dirigent und Komponist
- Ben Langmaid (1909–1938), Eishockeyspieler
- John Larch (1914–2005), Schauspieler
- Henry Lefavour (1862–1946), Physiker und Hochschulpräsident
- Samuel McIntire (1757–1811), Architekt und Künstler
- Charles Osgood (1809–1890), Maler
- André Ouellette (1913–2001), römisch-katholischer Geistlicher und Bischof von Mont-Laurier
- Charles Grafton Page (1812–1868), Erfinder
- John Bertram Peterson (1871–1944), katholischer Geistlicher, Bischof von Manchester
- Timothy Pickering (1745–1829), dritter Außenminister der USA
- William Hickling Prescott (1796–1859), Historiker
- Frederic Ward Putnam (1839–1915), Zoologe, Anthropologe, Ethnologe und Archäologe
- Charles Lenox Remond (1810–1873), Redner und Aktivist der Abolitionsbewegung
- Sarah Parker Remond (1826–1894), Abolitionistin
- John Rogers (1829–1904), Künstler und Bildhauer
- Zach Sanford (* 1994), Eishockeyspieler
- Benjamin Shreve (1908–1985), Amateurherpetologe
- David Smith (1925–2014), Regattasegler
- Louis Sebastian Walsh (1858–1924), katholischer Geistlicher, Bischof von Portland

## Künstlerische Verarbeitung
Salem ist das Vorbild für die Stadt Arkham, einem Schauplatz mehrerer Kurzgeschichten des amerikanischen Horror-Autors H. P. Lovecraft. Außerdem soll Robert Craven, die Hauptperson der von Lovecraft inspirierten Hexer-von-Salem-Buchreihe, von den Hexen von Salem abstammen.
Nathaniel Hawthorne hat die Hexenprozesse unter anderem in der Kurzgeschichte Der junge Nachbar Brown und dem Roman Das Haus mit den sieben Giebeln verarbeitet.
Des Weiteren spielt das Computerspiel Murdered: Soul Suspect in Salem und erzählt Geschichten der Hexenverbrennung, wie z. B. die der Hexenverfolgung von Abigail Williams.
In Jodi Picoults Roman Die Hexenjagd von Salem Falls (Piper Verlag) findet eine Hexenjagd im 21. Jahrhundert vor dem Hintergrund der Geschehnisse im 17. Jahrhundert statt.